# Grupo de Ejércitos Don
El Grupo de Ejércitos Don (en alemán Heeresgruppe Don) fue un grupo de ejércitos alemán de corta duración durante la Segunda Guerra Mundial.
El 20 de noviembre de 1942 Hitler ordenó de nuevo la reorganización del frente sur en la Unión Soviética. La orden fue la siguiente: "Entre el Grupo de Ejércitos A y el B en la vuelta del río Don debe enviarse otro Grupo de Ejércitos". El Grupo de Ejércitos Don fue creado en un intento de mantener la línea entre el Grupo de Ejércitos A y el Grupo de Ejércitos B.
El Grupo de Ejércitos Don fue creado a partir del cuartel general del 11.º Ejército en el sector meridional del frente oriental el 22 de noviembre de 1942. El Grupo de Ejércitos Don solo duró hasta febrero de 1943 cuando fue combinado con el Grupo de Ejércitos B y se convirtió en el nuevo Grupo de Ejércitos Sur.
El único comandante del Grupo de Ejércitos Don durante su corta historia fue el Mariscal de Campo (Generalfeldmarschall) Erich von Manstein. Consistía del 6.º Ejército en la bolsa de Stalingrado, que incluía elementos rodeados del 4.º Ejército Panzer, junto con el 3.º Ejército rumano.
Zhukov afirmó, "Ahora sabemos que el plan de Manstein para rescatar a las fuerzas rodeadas en Stalingrado era organizar dos fuerzas de choque —en Kotelnikovo y Tormosin—." El intento "fue un total fracaso."

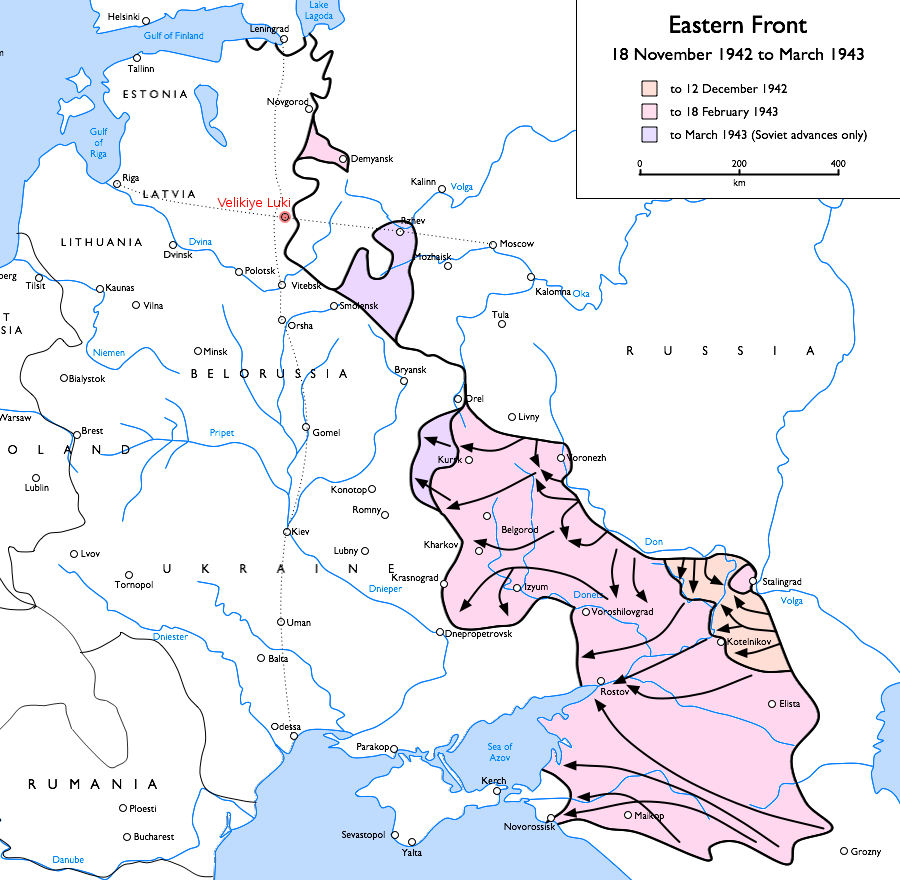
Ofensiva soviética de invierno de 1942-1943.

## Comandante
| N.º | Retrato | Comandante                                          | Desde                   | Hasta                 |
| --- | ------- | --------------------------------------------------- | ----------------------- | --------------------- |
| 1   |         | Generalfeldmarschall Erich von Manstein (1887-1973) | 21 de noviembre de 1942 | 12 de febrero de 1943 |

### Jefe de Estado Mayor
- 21 de noviembre de 1942 - 12 de febrero de 1943 - Mayor General Friedrich Schulz

## Orden de Batalla

### Composición del 10 de diciembre de 1942
- 3.º Ejército rumano - General de Ejército Petre Dumitrescu / Jefe del Estado Mayor General Walther Wenck
  - IV Cuerpo de Ejército - General Constantin Sanatescu
  - V Cuerpo de Ejército - General Aurelian Son
  - XLVIII Cuerpo Panzer - unidades blindadas del General Otto von Knobelsdorf
- 6.º Ejército - General Friedrich Paulus / Jefe de Estado Mayor Teniente General Arthur Schmidt
  - IV Cuerpo de Ejército - General de Unidades de ingenieros Erwin Jänecke
  - VIII Cuerpo de Ejército - General de Artillería Walther Heitz
  - XI Cuerpo de Ejército - General de infantería Karl Strecker
  - XIV Cuerpo Panzer - unidades blindadas del General Hans-Valentin Hube
  - LI Cuerpo de Ejército - General de infantería Walther von Seydlitz-Kurzbach
- Grupo de Ejércitos Hoth
- Grupo de Ejércitos Hollidt - General de infantería Karl Hollidt / Jefe del Estado Mayor General Walther Wenck
  - I Cuerpo de Ejército - General Teodor Ionescu
  - II Cuerpo de Ejército - General Nicolae Dascalescu
  - XVII Cuerpo de Ejército - General de Artillería Erich Brandenberger
- 4.º Ejército Panzer - Coronel General Hermann Hoth / Jefe del Estado Mayor General Friedrich Fangohr
  - VI Cuerpo de Ejército - General Corneliu Dragalina
  - VI Cuerpo de Ejército - General Florea Mitranescu
  - LVII Cuerpo de Panzer - General de unidades blindadas Friedrich Kirchner
- 4.º Ejército del Aire de la Luftwaffe - Coronel General Wolfram von Richthofen / Jefe de Estado Mayor Coronel Hans von Rohden

### Composición del 12 de febrero de 1943
- 1.º Ejército Panzer - unidades blindadas del General Eberhard von Mackensen / Jefe del Estado Mayor General Ernst Fäckenstendt
  - III Cuerpo Panzer - General Hermann Breith
  - XXX Cuerpo de Ejército - General de Artillería General Maximilian Fretter-Pico
  - XL Cuerpo de Ejército - ?
- Grupo de Ejércitos Hollidt -  Generaloberst Karl-Adolf Hollidt / Jefe del Estado Mayor General Walther Wenck
  - XVII Cuerpo de Ejército - General de Artillería Dietrich von Choltitz
  - XXIX Cuerpo de Ejército - General de infantería Hans von Obstfelder
  - XLVIII Cuerpo de Panzer - unidades blindadas del General Otto von Knobelsdorff
- 6.º Ejército
- 4.º Ejército Panzer - Coronel General Hermann Hoth / Jefe del Estado Mayor General Friedrich Fangohr
  - LVII Cuerpo Panzer - unidades blindadas del General Friedrich Kirchner
- 4.º Ejército del Aire de la Luftwaffe - Coronel General Wolfram von Richthofen / Jefe de Estado Mayor Coronel Hans von Rohden
- 3.º Ejército rumano
- 4.º Ejército rumano